# 民胜镇
民胜镇，是中华人民共和国四川省巴中市通江县下辖的一个乡镇级行政单位。2020年5月，撤销大兴乡，将其所属行政区域划归民胜镇管辖。将民胜镇焦坪村、周子坪村所属行政区域划归诺江镇管辖。

## 行政区划
民胜镇下辖以下地区：
民胜街道社区、鹦哥嘴村、新场村、草庙村、周子坪村、焦坪村、方山村、大木树村、乌龙山村、弯柏树村、黎明村、百盘梁村、民杨村和刘家沟村。